# Farmers Branch
Farmers Branch ist eine Stadt im Dallas County im US-Bundesstaat Texas in den Vereinigten Staaten. Das U.S. Census Bureau hat bei der Volkszählung 2020 eine Einwohnerzahl von 35.991 ermittelt.

## Geographie
Die Stadt liegt an der Interstate 35 und dem Highway 77, etwa 20 Kilometer nördlich von Dallas im Nordwesten des Countys und hat eine Gesamtfläche von 31,1 km².

## Demografische Daten
Nach der Volkszählung im Jahr 2000 lebten hier 27.508 Menschen in 9.766 Haushalten und 6.933 Familien. Die Bevölkerungsdichte betrug 885,1 Einwohner pro km². Ethnisch betrachtet setzte sich die Bevölkerung zusammen aus 78,38 % weißer Bevölkerung, 2,40 % Afroamerikanern, 0,55 % amerikanischen Ureinwohnern, 2,92 % Asiaten, 0,03 % Bewohnern aus dem pazifischen Inselraum und 13,01 % aus anderen ethnischen Gruppen. Etwa 2,71 % waren gemischter Abstammung und 37,23 % der Bevölkerung waren spanischer oder lateinamerikanischer Abstammung.
Von den 9.766 Haushalten hatten 32,1 % Kinder unter 18 Jahre, die im Haushalt lebten. 56,5 % davon waren verheiratete, zusammenlebende Paare. 9,8 % waren allein erziehende Mütter und 29,0 % waren keine Familien. 22,9 % aller Haushalte waren Singlehaushalte und in 7,6 % lebten Menschen, die 65 Jahre oder älter waren. Die Durchschnittshaushaltsgröße betrug 2,80 und die durchschnittliche Größe einer Familie belief sich auf 3,31 Personen.
25,6 % der Bevölkerung waren unter 18 Jahre alt, 9,5 % von 18 bis 24, 31,4 % von 25 bis 44, 21,4 % von 45 bis 64, und 12,1 % die 65 Jahre oder älter waren. Das Durchschnittsalter war 35 Jahre. Auf 100 weibliche Personen aller Altersgruppen kamen 101,4 männliche Personen. Auf 100 Frauen im Alter von 18 Jahren und darüber kamen 99,4 Männer.

Das jährliche Durchschnittseinkommen eines Haushalts betrug 54.734 USD, das Durchschnittseinkommen einer Familie 57.531 USD. Männer hatten ein Durchschnittseinkommen von 34.791 USD gegenüber den Frauen mit 27.372 USD. Das Prokopfeinkommen betrug 24.921 USD. 6,3 % der Bevölkerung und 4,0 % der Familien lebten unterhalb der Armutsgrenze. Davon waren 8,5 % Kinder und Jugendliche unter 18 Jahren und 4,2 % waren 65 oder älter.

## Städtepartnerschaften
Die Stadt Farmers Branch unterhält folgende Städtepartnerschaften:
- Garbsen in Deutschland, seit 1990[5]
- Schönebeck (Elbe) in Deutschland, seit 1995[6]

## Söhne und Töchter der Stadt
- Robert Ernest House, Arzt